# 柯鐵
柯鐵（1876年—1900年），號鐵虎，是臺灣於台灣日治時期早期的抗日領袖。出生於清屬臺灣嘉義縣打貓東堡崁頭厝（今雲林縣古坑鄉永光村），以號聞名，人稱柯鐵虎。1899年歸順日方，隔年2月突然因病暴斃。與簡大獅、林少貓並稱為「獅虎貓三猛」、「抗日三猛」，柯鐵虎是三猛中身故年紀最輕者。

## 生平

### 早年經歷
父親柯錢為打貓東堡崁頭厝（今雲林縣古坑鄉永光村）人，務農，母親早逝，家中共有姊姊柯怗、以及兄弟四人，柯鐵排行第三。

### 雲林事件
1895年，清朝與日本締訂馬關條約，將臺灣割讓予日本，臺灣人在各地紛起抗拒。柯鐵虎年僅20歲，招募義士數百人，持械據雲林大坪頂為天險，揭竿起義，並改稱「鐵國山」。
1896年6月14日，簡義於鐵國山召开大會，昭告天地，改年號為天運元年，自立为“九千岁”，各地義軍紛起響應。日軍發起圍剿行動，鐵虎率部突擊中村中尉所部之20餘名偵察員，大獲全勝。18日，日軍派松居大隊與佐藤大隊分攻溪邊厝（今古坑鄉東和村）與鐵國山，附近居民遭波及，死傷慘重，村屋盡焚，鐵虎率義軍奮勇抗襲日軍，大勝。
1896年舊曆六月，簡義率壯士六百人，以迅雷之勢破雲林，進而激起各地抗日，嘉義主城亦破。臺灣總督府令即奪雲林，待日軍主力第四旅團一至，義軍潰逃四散，殘部返鐵國山困守。日軍改採懷柔手段，在辜顯榮和陳紹年的勸誘下，簡義下山投降，義軍改舉鐵虎為鐵國山“總統”（全称“奉天征倭镇守台湾铁国山总统各路义勇军”），称“霸王”。12月12日，日軍主力用大砲砲擊猛攻鐵國山，鐵虎等人奔向山中，繼續以游擊戰抵抗。
日軍無策對付，覓得高阿盾和陳國瑞等人，先後引軍入鐵國山腹背攻擊，然皆為義軍所敗，傷亡甚眾。臺灣總督府改以懷柔政策數度招降但皆無效，民政長官後藤新平遂派白井新太郎至斗六招降。鐵虎自知糧草和軍火不繼，終於在1899年放棄抵抗，歸順日本官方，於1900年病逝，而其殘存義軍如張呂良等人亦遭總督府的假招降、真屠殺計策，於1902年的歸順會場事變被機關槍射殺（共265人當場死亡）。